# ヴワディスワフ・バルトシェフスキ
ヴワディスワフ・バルトシェフスキ（Władysław Bartoszewski、1922年2月19日 - 2015年4月24日）はポーランドの政治家、社会運動家、ジャーナリスト、作家、歴史家。

## 人物
アウシュヴィッツ＝ビルケナウ強制収容所の元囚人で、ワルシャワ蜂起に参加したポーランド国内軍の元兵士。外務大臣を2度務め、ポーランドで最も名誉ある白鷲勲章を授けられた。政治家として、また歴史学や国際政治学や社会学の理論家として数多くの業績を挙げている。ポーランド民主化運動の主導者の一人（独立自主管理労働組合「連帯」の中心人物の一人）で、1989年からの体制転換期においては外務大臣としてドイツなどといった周辺国との領土問題を自ら先頭に立ってすべて解決した。
第二次世界大戦中に国内のユダヤ人を助けるための組織「ユダヤ人救済委員会」を立ち上げ、命をかけて奔走したことでユダヤ人に感謝され、イスラエルからは「正義の異邦人」に認定され、イスラエル名誉市民となっている。ユダヤ社会学の専門家でもあり、晩年まで研究・講義・執筆活動を続けていた。
共産主義（ポーランド人民共和国）時代はポーランド分割時代の19世紀からつづくポーランド伝統の自由主義者の地下教育組織である「空飛ぶ大学」で1978年より歴史学と国際政治学を中心に教鞭をとり、数多くの志ある若者の先生となった。この時代は2度にわたりロンドンのポーランド亡命政府（自由主義政権）より大統領就任の要請を受けているが、2度とも固辞した。1986年から英国オックスフォード大学のポーランド＝ユダヤ研究所の副所長を務めた。1980年代よりルートヴィヒ・マクシミリアン大学ミュンヘンやアウクスブルク大学などドイツの複数の大学でそれぞれ数年ずつ教鞭をとった。
学歴は高卒で正式な学位を持っていないが、歴史学、国際政治学、社会学の第一級の専門家として国内外で広く認知され、その卓越した歴史理論と政治理論、ユダヤ社会に関する深い理解、それらの理論を現実に反映するすぐれた実務能力をもって、現代ヨーロッパ最高の「知の巨人」の一人として祖国ポーランドだけでなく、アメリカの正統派ユダヤ教社会、およびドイツ、イスラエル、ロシアなど各国から広く尊敬される人物。バルトシェフスキの発言は欧州連合（EU）において強い影響力を持っており、常に彼の助言が求められた。ヨーロッパの政治で異変が起きるとドイツのメディアに意見を求められることが多かった。ローマ・カトリックの熱心な信者でもある。1986年ドイツ書籍協会平和賞受賞。
2015年4月24日死去。93歳没。